# Đội tuyển bóng đá quốc gia Iraq
Đội tuyển bóng đá quốc gia Iraq (tiếng Ả Rập: المنتخب العراقي لكرة القدم) là đội tuyển cấp quốc gia của Iraq do Hiệp hội bóng đá Iraq quản lý. Từ 1964 đến 1988, Iraq giành được 3 chiếc Cúp Vịnh Ả Rập, 4 Cúp các Quốc gia Ả Rập và huy chương vàng Đại hội Thể thao Ả Rập. Đội đã 1 lần dự World Cup vào năm 1986, tại giải năm đó, đội đã để thua cả 3 trận trước México, Paraguay và Bỉ, do đó dừng bước ở vòng bảng.
Iraq đã 1 lần lên ngôi vô địch Asian Cup vào năm 2007, nhờ đó được tham dự FIFA Confederations Cup 2009. Đội Olympic của Iraq giành huy chương vàng Á vận hội 1982 và vào đến bán kết Thế vận hội Mùa hè 2004.

## Trang phục
| Period    | Kit manufacturer |
| --------- | ---------------- |
| 1984–1986 | Umbro            |
| 1986–1994 | Adidas           |
| 1996      | Puma             |
| 2000      | Patrick          |
| 2003–2004 | Jako             |
| 2004–2006 | Jack & Jones     |
| 2006      | Diadora          |
| 2006      | Lotto            |
| 2007      | Adidas           |
| 2007      | Umbro            |
| 2008–2014 | Peak             |
| 2014      | Adidas           |
| 2014–2019 | Jako             |
| 2019–2020 | Givova           |
| 2020–2022 | Umbro            |
| 2022–2023 | Jako             |
| 2024–     | Adidas           |

## Danh hiệu
- Vô địch châu Á:

Vô địch: 2007
- Asian Games:

Gold Medal: 1982
Runner-up: 2006
Third place: 2014
- WAFF Championship:

Champions: 2002
Runner-up: 2007, 2012, 2019
Third place: 2000
Semi-final: 2010
- Arab Cup

Champions: 1964, 1966, 1985, 1988
Third place: 2012
- Arabian Gulf Cup:

Champions: 1979, 1984, 1988, 2023
Runner-up: 1976, 2013
Semi-final: 2010, 2017–18, 2019
- West Asian Games:

Gold Medal: 2005
- Arab Games:

Gold Medal: 1985
Silver Medal: 1999
- Merdeka Tournament:

Champions: 1981, 1995
Runner-up: 1977, 1978
- Nehru Cup:

Champions: 1995, 1997
- Tripoli Fair Tournament:

Champions: 1967
Runner-up: 1966
- International Friendship Championship:

Champions: 2019
Third place: 2018
- Merlion Cup:

Champions: 1984
- Peace and Friendship Cup:

Champions: 1989
- Friendship Tournament:

Champions: 1999
- UAE International Cup:

Champions: 2009
- King's Cup:

Champions: 2023
- Palestine Cup:

Runner-up: 1972, 1975
- Jordan International Tournament:

Runner-up: 1992
Third place: 2022, 2023
- China Four Nations Tournament:

Runner-up: 2000
- LG Cup:

Runner-up: 2003
- Bahrain Prime Minister's Cup:

Runner-up: 2003
- AFC National Team of the Year:

First place: 2003, 2007
- World Soccer Team of the Year:

First place: 2007

## Thành tích quốc tế

### Giải vô địch bóng đá thế giới
Đội tuyển Iraq mới có 1 lần tham dự vòng chung kết Giải vô địch bóng đá thế giới và dừng bước ngay ở vòng bảng.
| Năm         | Thành tích               | Thứ hạng1                | Số trận                  | Thắng                    | Hòa                      | Thua                     | Bàn thắng                | Bàn thua                 |
| ----------- | ------------------------ | ------------------------ | ------------------------ | ------------------------ | ------------------------ | ------------------------ | ------------------------ | ------------------------ |
| 1930 ↓ 1970 | Không tham dự            | Không tham dự            | Không tham dự            | Không tham dự            | Không tham dự            | Không tham dự            | Không tham dự            | Không tham dự            |
| 1974        | Không vượt qua vòng loại | Không vượt qua vòng loại | Không vượt qua vòng loại | Không vượt qua vòng loại | Không vượt qua vòng loại | Không vượt qua vòng loại | Không vượt qua vòng loại | Không vượt qua vòng loại |
| 1978        | Bỏ cuộc                  | Bỏ cuộc                  | Bỏ cuộc                  | Bỏ cuộc                  | Bỏ cuộc                  | Bỏ cuộc                  | Bỏ cuộc                  | Bỏ cuộc                  |
| 1982        | Không vượt qua vòng loại | Không vượt qua vòng loại | Không vượt qua vòng loại | Không vượt qua vòng loại | Không vượt qua vòng loại | Không vượt qua vòng loại | Không vượt qua vòng loại | Không vượt qua vòng loại |
| 1986        | Vòng 1                   | 23                       | 3                        | 0                        | 0                        | 3                        | 1                        | 4                        |
| 1990 ↓ 2022 | Không vượt qua vòng loại | Không vượt qua vòng loại | Không vượt qua vòng loại | Không vượt qua vòng loại | Không vượt qua vòng loại | Không vượt qua vòng loại | Không vượt qua vòng loại | Không vượt qua vòng loại |
| 2026 ↓ 2034 | Chưa xác định            | Chưa xác định            | Chưa xác định            | Chưa xác định            | Chưa xác định            | Chưa xác định            | Chưa xác định            | Chưa xác định            |
| Tổng cộng   | 1/22                     | 1 lần vòng bảng          | 3                        | 0                        | 0                        | 3                        | 1                        | 4                        |

Chú giải 1:  Thứ hạng ngoài bốn hạng đầu là không chính thức, dựa trên so sánh giữa các đội tuyển lọt vào cùng một vòng đấu

### Cúp bóng đá châu Á
| Năm           | Kết quả            | Trận               | T                  | H                  | B                  | Bàn thắng          | Bàn thua           |
| ------------- | ------------------ | ------------------ | ------------------ | ------------------ | ------------------ | ------------------ | ------------------ |
| 1956 đến 1968 | Không tham dự      | Không tham dự      | Không tham dự      | Không tham dự      | Không tham dự      | Không tham dự      | Không tham dự      |
| 1972          | Vòng 1             | 2                  | 0                  | 1                  | 1                  | 1                  | 4                  |
| 1976          | Hạng tư            | 4                  | 1                  | 0                  | 3                  | 3                  | 6                  |
| 1980 đến 1992 | Không tham dự      | Không tham dự      | Không tham dự      | Không tham dự      | Không tham dự      | Không tham dự      | Không tham dự      |
| 1996          | Tứ kết             | 4                  | 2                  | 0                  | 2                  | 6                  | 4                  |
| 2000          | Tứ kết             | 4                  | 1                  | 1                  | 2                  | 5                  | 7                  |
| 2004          | Tứ kết             | 4                  | 2                  | 0                  | 2                  | 5                  | 7                  |
| 2007          | Vô địch            | 6                  | 3                  | 3                  | 0                  | 7                  | 2                  |
| 2011          | Tứ kết             | 4                  | 2                  | 0                  | 2                  | 3                  | 3                  |
| 2015          | Hạng tư            | 6                  | 2                  | 1                  | 3                  | 8                  | 9                  |
| 2019          | Vòng 2             | 4                  | 2                  | 1                  | 1                  | 6                  | 3                  |
| 2023          | Vòng 2             | 4                  | 3                  | 0                  | 1                  | 10                 | 7                  |
| 2027          | Vượt qua vòng loại | Vượt qua vòng loại | Vượt qua vòng loại | Vượt qua vòng loại | Vượt qua vòng loại | Vượt qua vòng loại | Vượt qua vòng loại |
| Tổng cộng     | 1 lần vô địch      | 42                 | 18                 | 7                  | 17                 | 54                 | 52                 |